# Distrito de Tonkolili
El distrito de Tonkolili está ubicado en la Provincia del Norte, Sierra Leona. Su ciudad capital es Magburaka, además de ser la más grande. El distrito tenía una población de 365.465 personas en 2021. El distrito ocupa un área total de 6288 kilómetros cuadrados y abarca 19 Chiefdoms.
El distrito de Tonkolili limita con el distrito de Bombali al noroeste, también o el distrito de Kono al este, el distrito de Kenema y el distrito de Bo al sureste. Tonkolili era una plaza fuerte para los rebeldes sierraleoneses durante la guerra civil. Otro dato curioso es que fue el último distrito de todo el país en el cual se promovió el desarme de la población.

## División administrativa
El distrito está dividido en 19 municipios (chiefdoms). Su población en 2015 era la siguiente:
- Dansogoia 24 454
- Gbonkolenkeni/Masankong 17 090
- Kafe 8685
- Kalanthuba 11 410
- Kholifa Mabang 16 666
- Kholifa Mamuntha/ Mayosso 15 106
- Kholifa Rowala 51 022
- Kunike Barina 25 245
- Kunike Folawusu 23 544
- Kunike Sanda 50 871
- Malal 13 502
- Mayeppoh 18 726
- Poli 8150
- Sambaya 31 993
- Simiria 27 985
- Tane 33 285
- Yele 23 739
- Yoni Mabanta 33 301
- Yoni Mamaila 79 210

## Demografía
El número de habitantes estimado en Tonkolili, según el reanálisis del censo realizado en 2015 tras los cambios organizativos de 2017, es de 557 257 residentes. La población es sobre todo musulmana. Los grupos étnicos más destacados en el distrito son: Temne, Limba y Kuranko.

## Economía
En este distrito hay un potencial significativo para una economía extractiva, como la explotación minera del oro y en un grado inferior, la extracción de diamantes, aunque el incumplimiento de los compromiso de las empresas extranjeras extractoras ha hecho mella en la comunidad.
La agricultura también desempeña un papel significativo en la economía, sobre todo en la producción y la refinación del azúcar de Magbass. 
Hay varias instalaciones productoras de energía hidroeléctrica en el distrito ubicadas en Bumbuna y también en Mamunta. Sin embargo, el desarrollo económico se ve obstaculizado debido a la destrucción de estas instalaciones durante la guerra civil que azotó a Sierra Leona.

## Educación
Antes de la guerra civil, había una gran concurrencia de alumnos en edad escolar a las escuelas, las clases se dictaban en árabe e inglés. Después del final del conflicto, las escuelas se han reconstruido en gran parte e incluso se han creado otras, también se construyó una universidad árabe. En 2004, el distrito era poseedor de 310 escuelas primarias que tenían casi 74.000 estudiantes. A su vez, se cuentan unas 15 escuelas secundarias en el Distrito de Tonkolili.

## Gobierno
El distrito de Tonkolili tiene actualmente nueve representantes en el parlamento de Sierra Leona, se eligen a ocho miembros para un término de 5 años. Debajo están los representantes del distrito en el parlamento y sus afiliaciones:
- Sunthuba Bai Osara - Paramount Chief del Distrito de Tonkolili
- Musu Kandeh (APC)
- Mabel Turay (APC)
- Fatmata Hassan (SLPP)
- Abdulai Fornah (APC)
- Emanuel Tholley (SLPP)
- Salieu Alie Sankoh (APC)
- Usman Kargbo (APC)
- Edward Sembu Koroma (APC)

## Personajes destacados de Tonkolili
- Zainab Bangura , Ministro de Asuntos Exteriores.
- Foday Sankoh, anterior líder del R.U.F.
- Minkailu Bah, Ministro de Educación, Deportes y Juventud.
- Musa Yamba Komeh, anterior àrtidario del M.P. de Magburaka.

## Explotación minera
Tonkolili puede ser el nuevo sitio minero o donde se explote el mineral de hierro, por eso se está construyendo un ferrocarril.